# Frank Crüsemann
Frank Crüsemann (Bremen, Alemania, 9 de julio de 1938) es un erudito alemán del Antiguo Testamento, crítico bíblico, y fue profesor emérito en el Bethel Church College de 1980 a 2004. Se hizo particularmente conocido por sus publicaciones sobre la Torá, Elías y la historia social del Antiguo Testamento, así como por su participación en la reconciliación cristiano-judía y su participación en el movimiento Día de la Iglesia Evangélica Alemana.

## Biografía
Crüsemann nació en Bremen en 1938 de Gustav y Jutta Crüsemann (apellido de soltera Ermisch). La carrera escolar de Crüsemann fue variada por la guerra y la profesión de su padre, con paradas en Sörnewitz en Sajonia, Hamburgo, Weiler im Allgäu, Munich y de nuevo Hamburgo, donde hizo sus exámenes de fin de estudios en 1958. Después de estudiar teología protestante en Hamburgo, Heidelberg, Maguncia y Erlangen y de aprobar el Primer Examen Teológico en Baviera, volvió a la Universidad de Maguncia en 1964 para hacer su doctorado bajo la dirección de Hans Walter Wolff. La disertación se publicó en 1969 con el título: Studien zur Formgeschichte vom Hymnus und Danklied in Israel (WMANT 32). En 1970, le siguió el segundo examen teológico, la ordenación y el comienzo de una cátedra auxiliar en Heidelberg, que culminó en 1975 con la habilitación sobre los Antiguos Textos Reales del Antiguo Testamento bajo el título:  Der Widerstand gegen das Königtum (WMANT 49) que se publicó en 1978. Su interés por la realidad del Israel bíblico se reflejó en su participación en numerosos proyectos arqueológicos en Israel (1971-1982) y en su reflexión teórica. En 1980 Crüsemann fue nombrado profesor de la Kirchliche Hochschule de Bethel y enseñó allí hasta su jubilación en 2004. 
Crüsemann se casó en un segundo matrimonio con Marlene Crüsemann, una estudiante del Nuevo Testamento, desde 1982 y tiene una hija, Nicola Crüsemann (de su primer matrimonio) y un hijo.

## Contribuciones
El principal campo de trabajo de Crüsemann es la historia social del antiguo Israel, así como la cuestión hermenéutica del papel del Tanaj para la fe cristiana en su conjunto. Su principal preocupación es restaurar el Antiguo Testamento a la posición que tiene en el Nuevo Testamento, es decir, como Escritura. En contraste con un punto de vista puramente historicista, su enfoque está en la comprensión erudita del texto canónico.
Desde 1990 trabajó en el grupo de trabajo de judíos y cristianos en el Congreso de la Iglesia Protestante Alemana. Esto condujo a la colaboración de Crüsemann en el documento principal de la Iglesia de Westfalia de 1999 "Dios no rechazó a su pueblo", así como a su colaboración en la Comisión de Estudio de la Iglesia y el Judaísmo de la Iglesia Protestante de Alemania, y por tanto a la elaboración del estudio "Cristianos y Judíos III Pasos de la Renovación en relación con el Judaísmo" de 2000.
Desde 1990 Crüsemann también participó en el grupo de trabajo exegético del Kirchentag protestante alemán, donde fue co-responsable de las traducciones del Kirchentag, que se convirtieron en una de las raíces de la Biblia en lengua justa que coeditó en 2006.
Sus principales áreas de trabajo son la hermenéutica del Antiguo Testamento, la historia social y jurídica, la exégesis canónica y el diálogo cristiano-judío. Es coeditor de la revista Evangelische Theologie, la revista Biblical interpretation y Bibel in gerechter Sprache.
La "tesis central" de su libro Das Alte Testament als Wahrheitsraum des Neuen (El Antiguo Testamento como espacio de verdad del Nuevo) (2011) dice: "El Antiguo Testamento debe tener el mismo rango teológico para los cristianos y la teología cristiana, de hecho, en última instancia, para la fe cristiana, como lo tiene en el Nuevo Testamento, es decir, que tiene para Jesús y para los autores de (la mayoría de) los escritos del Nuevo Testamento" [...].
F. Crüsemann estudia las prácticas cristianas al tratar lo antiguo con el Nuevo Testamento. Demuestra el punto de vista del Nuevo Testamento y, por lo tanto, también de Jesús está conformado por desarrollos dogmáticos, algunos de los cuales oscurecen la visión de los textos bíblicos y no permiten ciertas perspectivas. F. Crüsemann también muestra que en todos los escritos del Nuevo Testamento el "Antiguo Testamento" es reconocido como una "escritura sagrada" dada y tiene autoridad.
Según Besprochen von Thomas Kroll, "Frank Crüsemann ahora está intentando un nuevo enfoque interpretando la relación entre las dos partes de sí mismo y, por lo tanto, ofreciendo una perspectiva completamente nueva sobre el cristianismo y el judaísmo".

## Obras selectas
- Crüsemann, Frank (1978). Der Widerstand gegen das Königtum. Der Widerstand gegen das Königtum. Die antiköniglichen Texte des Alten Testaments und der Kampf um den frühen israelitischen Staat. WMANT 49. Neukirchener Verlag. ISBN 978-3788705350.
- Crüsemann, Frank (1986). Wie Gott die Welt regiert. Bibelauslegungen. München. ISBN 978-3459016402.
- Seht welch ein Gott. Bibelauslegungen. 1987. ISBN 978-3922463528.
- Hans Walter Wolff; Frank Crüsemann; Christof Hardmeier; Rainer Kessler (1992). Was ist der Mensch? Beiträge zur Anthropologie des Alten Testaments. Hans Walter Wolff zum 80. Geburtstag (en alemán). München: Chr. Kaiser. ISBN 978-3579018119. OCLC 26816786.
- Crüsemann, Frank (1983). Bewahrung der Freiheit. Das Thema des Dekalogs in sozialgeschichtlicher Perspektive. KT 78. München. ISBN 3459015187.
- Crüsemann, Frank (1992). Die Tora: Theologie und Sozialgeschichte des alttestamentlichen Gesetzes.
- Crüsemann, Frank (1996). The Torah: theology and social history of Old Testament law (en inglés). Minneapolis: Fortress Press. ISBN 9780567085245. OCLC 35280871.
- Crüsemann, Frank (1998). Taschenbuchausgabe Gütersloh 1993 2. Auflage. ISBN 978-3579051284.
- Crüsemann, Frank (1997). Elia – die Entdeckung der Einheit Gottes. Eine Lektüre der Erzählungen über Elia und seine Zeit. Gütersloh. ISBN 978-3579051543.
- Crüsemann, Frank (1998).  mit und Udo Theissmann, ed. Ich glaube an den Gott Israels. Fragen und Antworten zu einem Thema, das im christlichen Glaubensbekenntnis fehlt. KT 168. Gütersloh. ISBN 978-3579051680.
- Crüsemann, Frank (2003). Maßstab: Tora. Israels Weisung für christliche Ethik. (Ed. Chr. Kaiser). Gütersloh. ISBN 978-3579051970.
- Crüsemann, Frank (2003). Kanon und Sozialgeschichte. Beiträge zum Alten Testament. Gütersloh. ISBN 978-3579053974.
- mit Ulrike Bail; Marlene Crüsemann, eds. (2006). Bibel in gerechter Sprache. Gütersloh. ISBN 978-3579055008.
- Crüsemann, Frank (2011). Das Alte Testament als Wahrheitsraum des Neuen. Die neue Sicht der christlichen Bibel. Gütersloher Verlagshaus, Gütersloh. ISBN 978-3-57908122-9.